# Вільц
Вільц (люксемб. Wolz, фр. Wiltz, нім. Wiltz) — місто в Люксембурзі, що утворює собою окрему комуну. Входить до складу кантону Вільц в окрузі Дикірх.

## Географія
Площа території комуни становить 19,37 км² (60-е місце за цим показником серед 116 комун Люксембургу).
Найвища точка комуни над рівнем моря — 506 метрів (23-є місце за цим показником серед комун країни), найнижча — 285 метрів (96-е місце).

## Демографія
Станом на 2011 рік на території комуни мешкало 4 977 ос.
Динаміка чисельності населення: